# Akvarel-gravura
Akvarel-gravura ili faksimil-gravura je tehnika dubokog tiska gdje se razne boje otiskavaju na papiru s jednom pločom. Ploča može biti izrađena u: bakropisu, radirungu, bakrorezu ili čeličnom rezu.